# فريدريك كاب
فريدريك كاب هو كاتب ومحامي ومؤرخ ومؤلف وسياسي أمريكي، ولد في 13 أبريل 1824 في مدينة هام في ألمانيا، وتوفي في 27 أكتوبر 1884 في برلين في ألمانيا. نشط حزبياً في الحزب الليبرالي القومي. وقد انتخب عضو مجلس النواب البروسي ‏ وانتخب عضو مجلس النواب الألماني للإمبراطورية الألمانية ‏ (5 فبراير 1874 – 22 ديسمبر 1876).